# Santa Rita (Pampanga)
Pour les articles homonymes, voir Santa Rita.
Santa Rita est une municipalité de la province de Pampanga située dans la région de Luçon centrale aux Philippines.